# 佩里察·奥格涅诺维奇
佩里察·奥格涅诺维奇（1977年2月24日—），塞尔维亚男子足球运动员，场上位置是前锋。他曾代表南联盟参加1998年国际足联世界杯，结果队伍止步十六强赛。